# کرم ابریشم

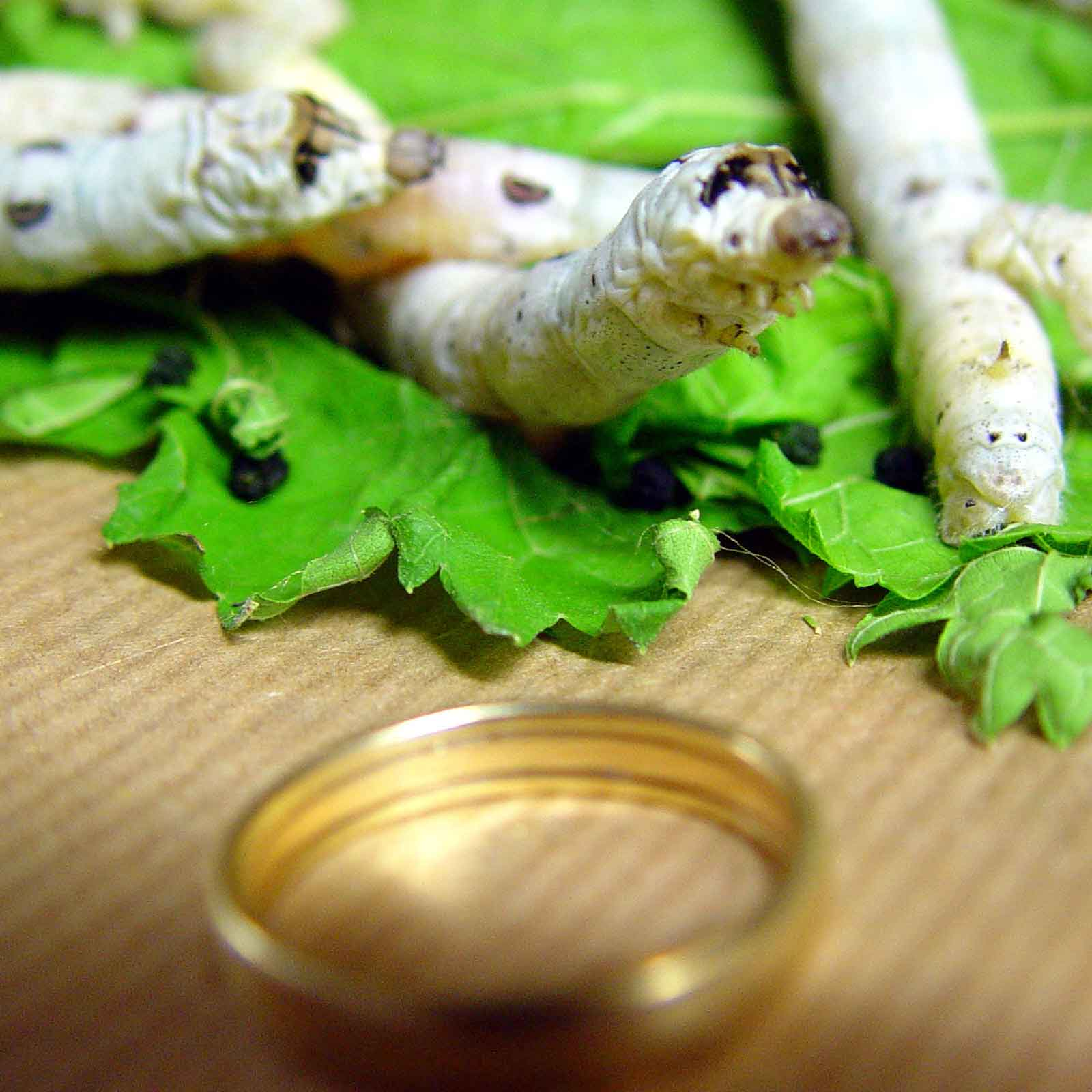

کرم ابریشم یکی از انواع کرم پیله‌ساز است و از آن جهت اهمیت دارد که از آن ابریشم تهیه می‌شود.

## ابریشم
پیله از ۳۰۰ تا ۹۰۰ متر ابریشم اولیه تشکیل شده‌است. این الیاف بسیار نازک هستند. برای تهیهٔ حدود ۵۰۰ گرم ابریشم ۲۰۰۰ تا ۳۰۰۰ پیله مورد نیاز است.
اگر به پیله اجازهٔ رشد بیشتر داده شود این حشره با ایجاد سوراخی خود را از آن خارج خواهد کرد و با این سوراخ پیله دیگر قابل استفاده نخواهد بود برای جلوگیری از این موضوع پیله را به مدت چند ساعت در معرض نور آفتاب قرار می‌دهند تا کرم داخل پیله بمیرد و برای فرآوری، نخ آن را در آب گرم می‌جوشانند که باعث می‌شود ابتدای نخ برای ابریشم کشی به‌دست آید.

## ابریشم مصنوعی
نوعی ابریشم که از الیاف مصنوعی ساخته شده و به دلیل شباهت زیاد ظاهرش به ابریشم طبیعی نام ابریشم مصنوعی را به خود اختصاص داده‌است. ابریشم اصل بسیار سنگین و نرم است هم چنین بسیار براق است اما گران هم هست.

## چرخه زندگی
کرم ابریشم دارای دگردیسی کامل بوده و چهار مرحله مشخص در زندگی این حشره مشاهده می‌شود که شامل مراحل زیر می‌باشد:
1. تخم
2. کرم یا لارو (متوسط طول زندگی ۳۵ روز)
3. شفیره (طول زندگی ۱۸ روز)
4. پروانه (طول زندگی ۷ روز). لازم است ذکر شود کل دوره پرورش بین ۶ تا ۸ هفته به طول می‌انجامد.[۱]

## مکان نگهداری

تصویری از یک تلنبار نوین از جنس فراورده‌های بتنی با پوشش سقفی حلبی در روستای خلیفه محله رودسر

در شمال ایران، نوغانداران برای پرورش کرم ابریشم از مکانی به نام تلنبار استفاده می‌کنند.